# Továrna na čerpadla Karel Pašek
Továrna na čerpadla Karel Pašek je bývalý průmyslový areál v Praze 5 - Smíchově, který stojí na rohu ulic Radlická a Pod Brentovou.

## Historie

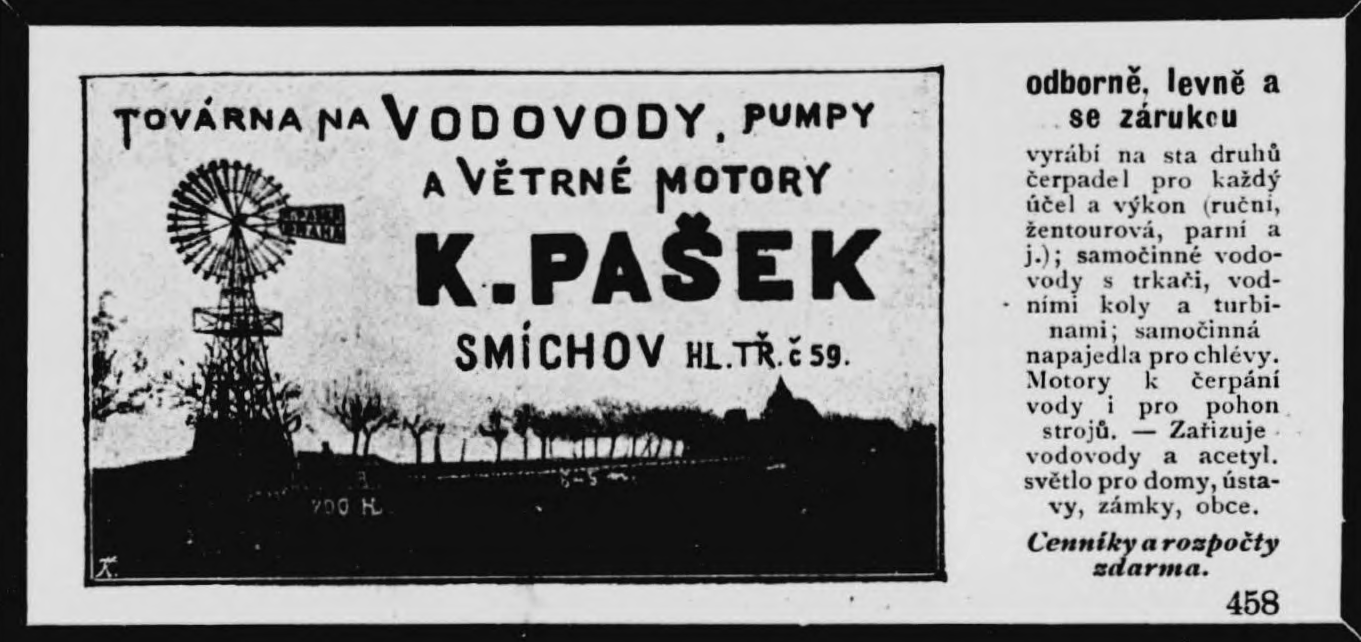
Inzerát firmy Pašek, 1901

Roku 1886 založil Oktavián Milde na Smíchově v Radlické ulici slévárnu. Objekt realizoval stavitel Josef Linhart.
Roku 1907 areál koupil Karel Pašek pro svoji továrnu na čerpadla, pumpy a motory. Ke stávajícím budovám dal přistavět haly pro montážní provoz od stavitele Pudlače.
Ve 30. letech vlastnila objekt firma A. Šamánka, která vyráběla čisticí prostředky. Ta dala pro svůj provoz montážní budovu stavebně upravit architektem Jeřábkem.
Slévárna se dochovala bez větších stavebních úprav.